# ヤルルン仏教史
『ヤルルン仏教史』（ヤルルンぶっきょうし、ワイリー方式：yar lung chos 'byung）は、1376年に編纂された中世チベットの歴史書の一つ。著者はシャーキャ・リンチェンデ（shakya rin chen sde）。
『ヤルルン・ジョウォの仏教史』という表記でも知られる。

## 概要
著名なチベット語史書『フゥラン・テプテル』「モンゴル王統史」のウカアト・カアン（順帝トゴン・テムル）について記す箇所に「ジョウォの仏教史（jo bo'i chos 'byung）によると……」とあるため、古くから書名は知られていたが、20世紀末に至るまで原本は未発見であった。
1988年に至って四川民族出版社（YC1）と西蔵人民出版社（YC2）からそれぞれ活字テキストが出版されたことでようやく学会でも利用されるようになったが、YC1とYC2では綴りが異なる箇所が多く、相互比較が必須である。内容としては同時期に編纂された『フゥラン・テプテル』と近いが、パクモドゥ派やカルマ派といったカギュ系諸宗派の記述がないなど異なる点もある。また、『フゥラン・テプテル』が事実を淡々と述べるスタイルなのに対し、『ヤルルン仏教史』は著者シャーキャ・リンチェンデ自身の見解が窺える記述があるのも特徴である。
総じて、『フゥラン・テプテル』とともにモンゴルの支配下にあった13世紀-14世紀のチベット史を研究する上での重要史料と位置づけられている。1989年には湯池安による中国語訳が出版されている（湯池安訳注・釋迦仁鉄徳『雅隆尊者教法史』、西藏人民出版社、1989年）。

## 参考資料
- 岩尾一史・池田巧編『チベットの歴史と社会　下』臨川書店、2021年
- 佐藤長/稲葉正就共訳『フゥラン・テプテル チベット年代記』法蔵館、1964年
- 山本明志「「サキャパ時代」から「パクモドゥパ時代」へ」『東洋史研究』79 (4)、2021年